# 耶律趙三
耶律趙三（やりつ ちょうさん、生没年不詳）は、遼（契丹）の軍人。六院部夷離菫の耶律蒲古只の末裔。

## 経歴
はじめ宿直官となり、北面林牙に累進した。咸雍4年（1068年）、北院大王に任じられ、西南面招討使に転じた。太康年間、西北諸部で反乱が起こると、趙三でなければ平定できないと道宗に見込まれて、西北路招討使に任じられ、行軍都統を兼ねた。反乱を鎮圧すると、功績により再び北院大王となった。
趙三の娘は蕭忽古にとついだ。また趙三の甥に耶律那也があった。

## 伝記資料
- 『遼史』巻94 列伝第24